# Костел святого Олександра (Варшава)

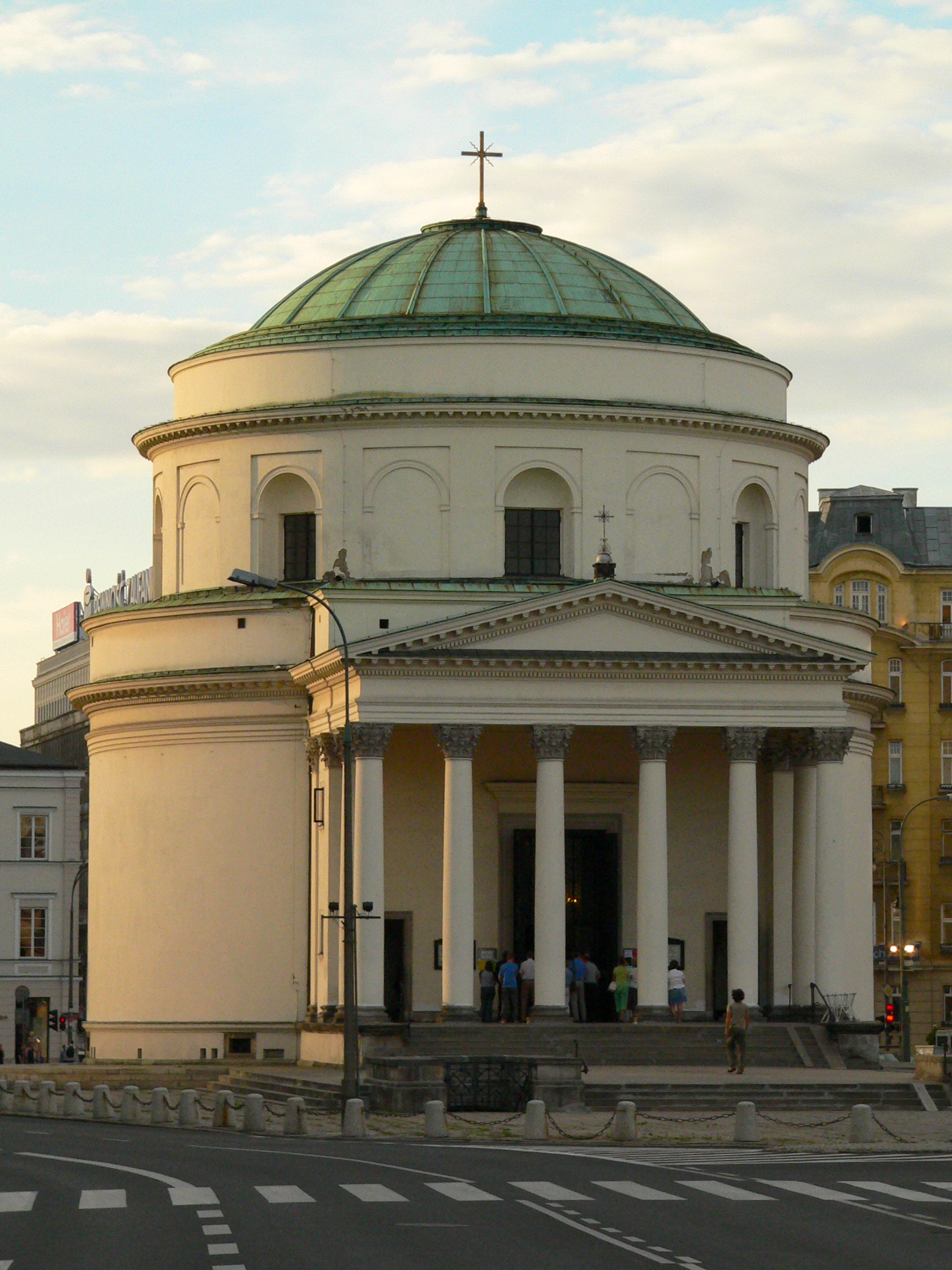
Храм Святого Олександра у Варшаві

Костел святого Олександра — римо-католицький храм, розташований на площі Трьох Хрестів у Варшаві.
Земля 52°13′44″N 21°01′20″E

## Історія
Римо-католицький храм Св. Олександра споруджений у 1818—1826 роках в класичному стилі, за проєктом архітектора Христіана Айгнера. Освячений на честь царя Олександра I. Цар відвідав Варшави вперше 12 листопада 1815 року. Містяни хотіли привітати його тимчасовою Тріумфальною аркою, що була встановлена на площі Трьох Хрестів, а згодом на місці арки встановили пам'ятник цареві. Проте, цар в листі до президента сенату наказав зібрані кошти для цієї мети виділити на будівництво церкви. Його оригінальний дизайн описує сучасну конструкцію Юліан Бартошевіч.

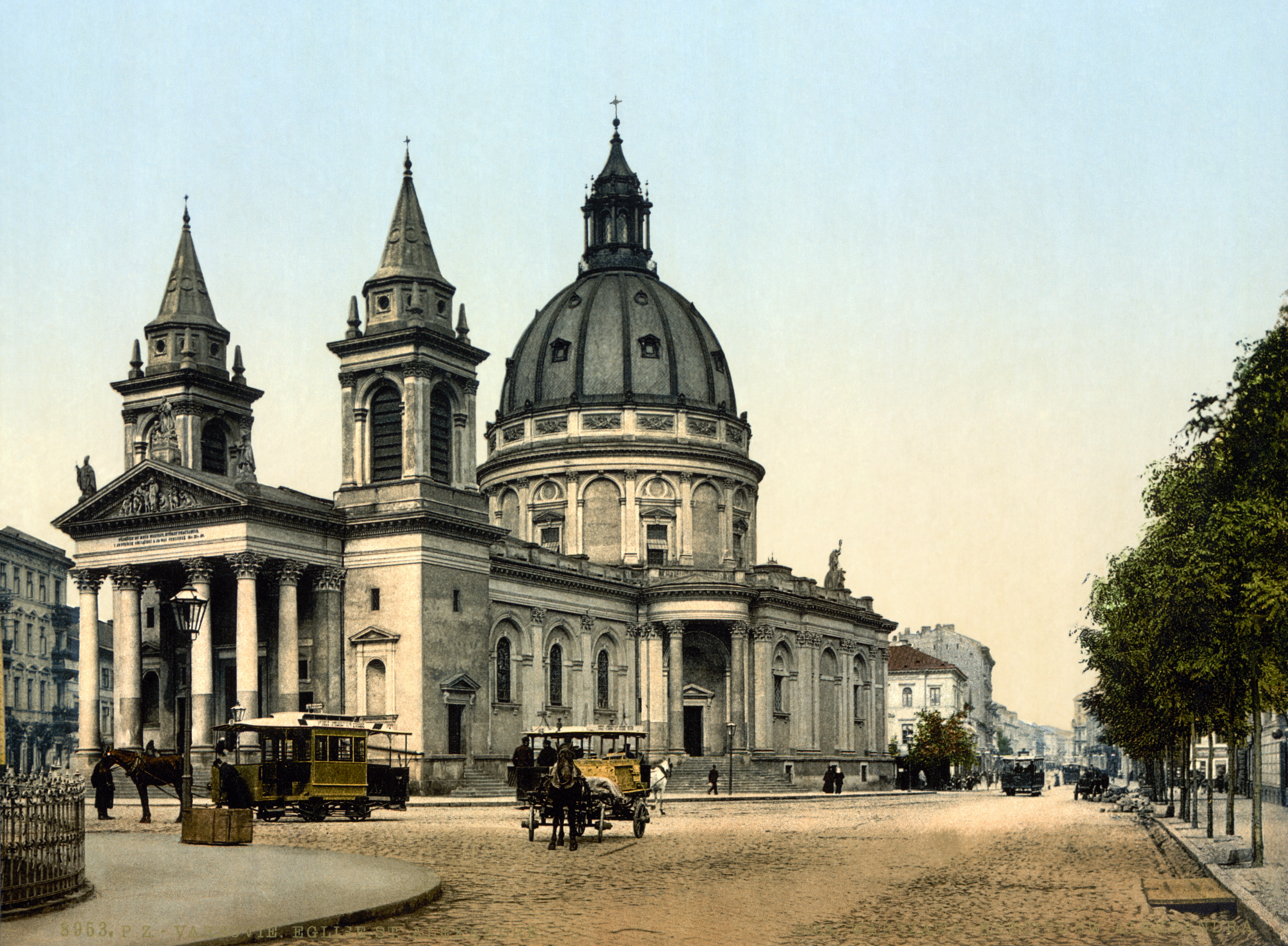

: Еінгнер подала плани; модель взята від римського пантеону, по ній і побудувані ротонди. Дві в церковному склепі, одна в метро, друга на верхньому храмі. У верхній частині споруди будівельник звинуватив купол, що мистецтво і краса захоплює вишуканістю. В інтер'єрі церкви три вівтарі і мармурова внутрішня плитка; розп'яття і свічники. Великий вівтар — це картина Спасителя на хресті, осторонь образи Непорочного Зачаття, муки Св. Петра, воскресіння Лазаря і Діви Марії Ченстоховської. Також витвором мистецтва можна вважати вівтар у натуральну величину. Це статуя Спасителя після зняття з хреста, вирізаного з білого мармуру, робота. Весь храм вкритий мідними листами, не великий, але яскравий і красивий, він може вмістити не більше 900 чолосіб
Перший камінь у фундамент був закладений 15 червня 1818 року. Замість недужого намісника Королівства Польського генерала Юзефа Зайончека, камінь заклав міністр доходів і казначейства Ян Веглинський. Будівництво тривало вісім років і 18 червня 1826 року храм був освячений архиєпископом варшавським, примасом Королівства Польського Войцехом Скаржевским. Тутешня парафія була п'ятою у Варшаві та першим парафіяльним священником був отець Якуб Фальковський (грішний Куба — як його називали). Він служив на парафії до початку 1837 року, згодом передав свої обов'язки наступникові та вийшов на пенсію.

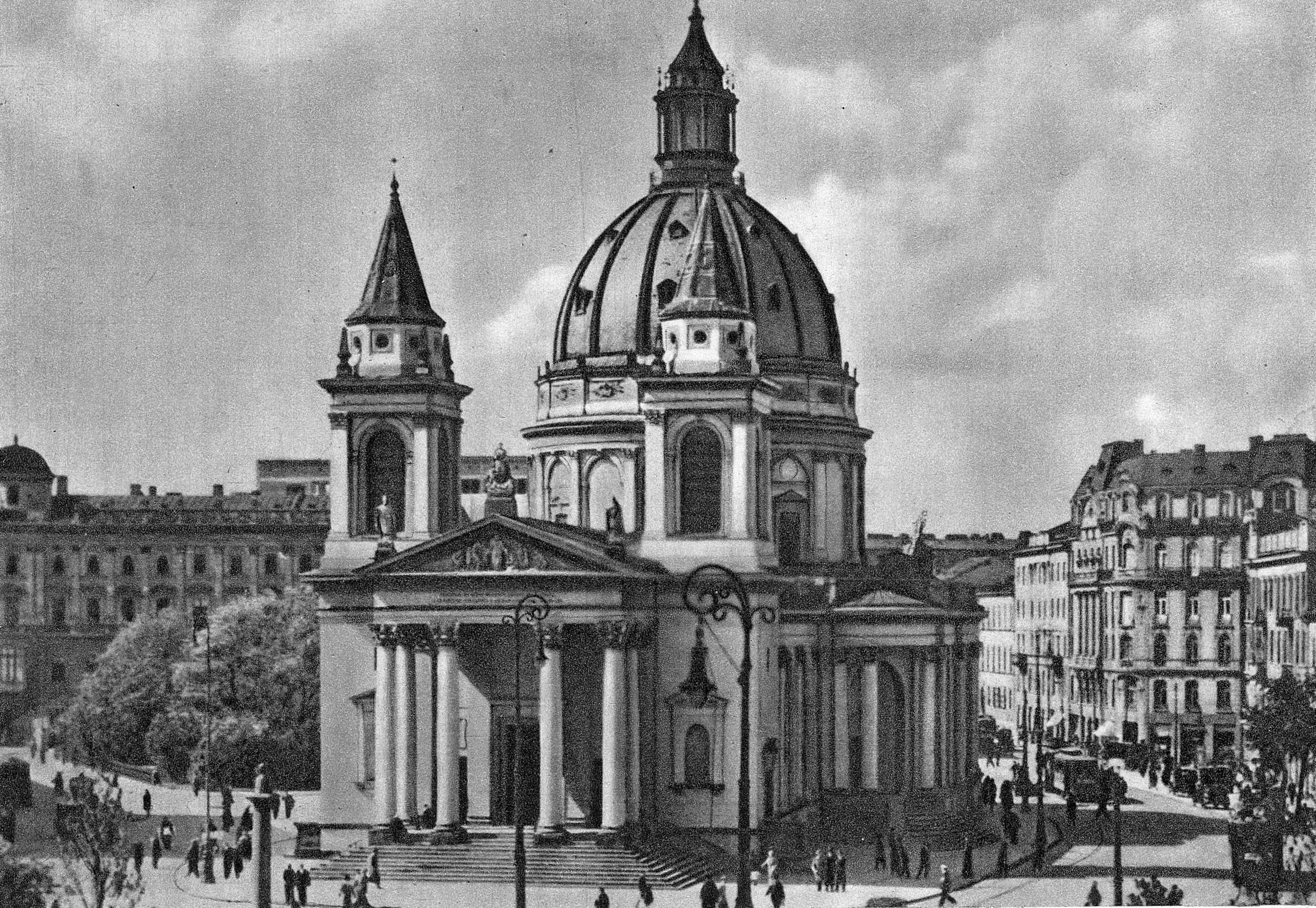
Храм Святого Олександра у Варшаві

У 1841—1844 роках на розі Княжої та площі Трьох Хрестів (поточний номер «23»), будівничим Антоніо Корацці споруджений парафіяльний будинок за проєктом архітектора Юзефа Лессела. У цьому будинку, у ніч з 16 по 17 січня 1863 року, у помешканні вікарія князя Кароля Мікожевського, зібрався Центральний національний комітет, який обрав дату початку Січневого повстання та затвердив маніфест до народу. У 1865 році будинок був конфіскований та проданий. Новий будинок парафіяльного священника споруджений лише у 1900—1902 роках за проєктом Томаша Бєльського.

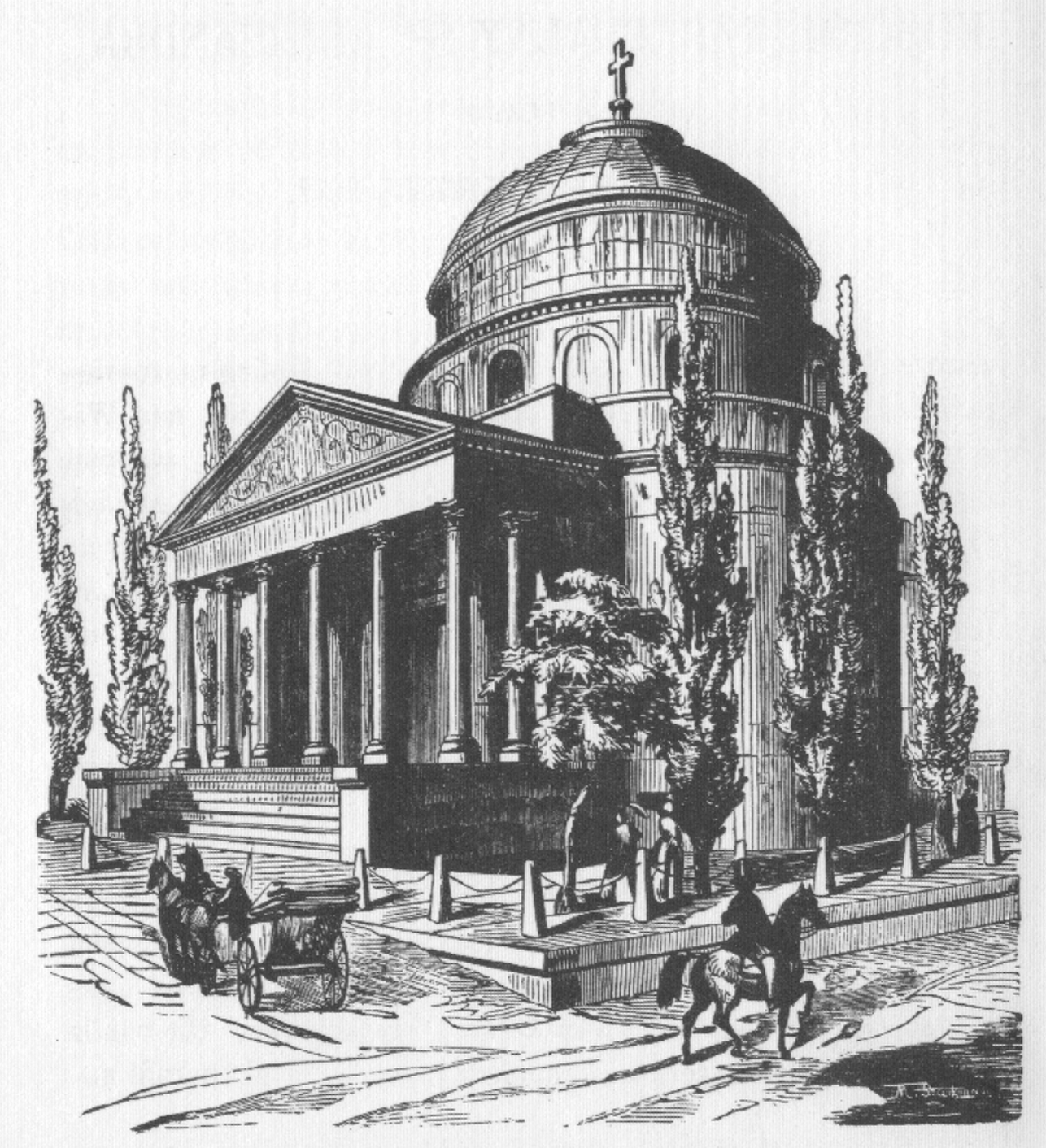
Храм Святого Олександра у Варшаві

У 1886—1895 роках перебудований в стилі неоренесансу Юзефом Піусом Дзеконським. Під час бомбардування Варшави літаками Люфтваффе 9 або 11 вересня 1944 року святиня була зруйнована. Перебудований у 1949—1952 роках — відновлений його зовнішній вигляд до реконструкції у XIX столітті.